# Perubala dorsimacula
Perubala dorsimacula är en insektsart som beskrevs av Rauno E. Linnavuori 1965. Perubala dorsimacula ingår i släktet Perubala och familjen dvärgstritar. Inga underarter finns listade i Catalogue of Life.